# Kriváň, Slovacia
Kriváň este o comună slovacă, aflată în districtul Detva din regiunea Banská Bystrica. Localitatea se află la altitudinea de 390 m deasupra n.m., se întinde pe o suprafață de 9,11 km2 și în 2017 număra 1.710 locuitori.

## Demografie
| An:                | 1994 | 2004   | 2014   | 2024   |
| ------------------ | ---- | ------ | ------ | ------ |
| Număr de persoane: | 1638 | 1709   | 1689   | 1739   |
| Diferență:         |      | +4,33% | −1,17% | +2,96% |

| An:                | 2023 | 2024   |
| ------------------ | ---- | ------ |
| Număr de persoane: | 1727 | 1739   |
| Diferență:         |      | +0,69% |